# Gare de Surf
La  gare de Surf est une gare ferroviaire des États-Unis située à l'ouest de la ville de Lompoc en Californie; Elle est desservie par Amtrak. C'est une gare sans personnel.

## Service des voyageurs

### Desserte
- Lignes d'Amtrak[1] :
  - Le Pacific Surfliner: San Diego - San Luis Obispo